# Tecido têxtil
O tecido têxtil é um material à base de fios de fibra natural ou sintética utilizado na fabricação de roupas, cobertura de mesa, panos para limpeza, uso medicinal como curativo, entre outros. O tecido é fabricado na indústria têxtil.

## Utilidades
Algumas utilidades do tecido, da indústria têxtil, na medicina, na moda e no Brasil:

### Na Medicina
Com a colaboração da Indústria Têxtil, o grupo do Lenzi Egisto, por exemplo, desenvolveu uma fibra inovadora chamada Tepso, na qual colabora com a medicina. O tecido é mais liso e frio ao toque, devido a essas características, em contato com a pele, produz uma sensação de alívio; garantindo baixos níveis de atrito e fricção, que são essenciais para a pele danificada e irritada.

### Na Moda
Com a presença do frio, nos dias de inverno, e da insolação, nos dias de verão; a aparição das roupas foi um fato inevitável para a humanidade, com o tempo e o desenvolvimento da arte, nasce a moda. Utilizando o tecido não unicamente mais como recurso, mas para a estética e para a beleza.

### No Brasil
Para os brasileiros, motivos para acompanhar o desenvolvimento da indústria têxtil não faltam. Ainda de acordo com a Abit, o Brasil é o quarto maior produtor e consumidor de denim do mundo. Além disso, o país: 
- É o quarto maior produtor de malhas do planeta;
- e papel de referência mundial em beachwear, jeanswear e homewear.[3]

## Tipos
Tecidos têxteis podem ser classificados principalmente quanto à:
- tecnologia de fabricação
- aplicação
- gramatura (gramas por metro quadrado)
- composição

Com exceção dos não-tecidos (em inglês, nonwoven), os tecidos possuem sua estrutura composta principalmente de fios, os quais são compostos de fibras têxteis ou filamentos têxteis.
Origem das fibras têxteis que compõe o tecido.

### Fibras naturais
Os tecidos de fibras naturais, considerados básicos e clássicos, podem ter três origens, a origem animal (lã e seda); a origem mineral (amianto); e a origem vegetal (algodão, juta, cânhamo, linho e sisal).

### Fibras (ou filamentos) Sintéticas
Os tecidos sintéticos são fibras produzidas pelo homem usando como matéria-prima produtos químicos, da indústria petroquímica. As mais conhecidas são o poliéster PES, a poliamida PA, o acrílico PAC, o polipropileno PP e o poliuretano elastomérico PUR (Elastano), além das Aramidas (Kevlar e Nomex).

### Fibras (ou filamentos) Artificiais
Os tecidos artificiais provêm de: fibras celulósicas, tais como acetatos e viscose, e "fibras proteínicas", procedentes de matérias como o milho e óleos vegetais. Imitam perfeitamente a seda, e incluem tecidos como o algodão.

## Tipos de tecidos conforme trama/Urdume

### Tecidos planos
São resultantes do entrelaçamento de dois conjuntos de fios que se cruzam em ângulo reto. Os fios dispostos no sentido transversal ao comprimento do tecido são chamados de fios de "trama" e os fios dispostos no sentido longitudinal são chamados de "urdume" 
A palavra teia deriva do latim tela e significa em português o mesmo que tecido ou pano feito em tear ou simplesmente tela. A palavra teia encerra em si já a ideia do efeito ou resultado de urdidura e trama juntos e não apenas um dos elementos que a causa: o urdume que é o conjunto de fios por entre os quais se passa a trama para formar a tela. O termo teia começou a ser usado erroneamente com sentido de urdume, por pessoas com pouca ou nenhuma formação profissional durante o Século XX. Este nome foi atribuído como sinónimo de urdume porque o conjunto de fios de urdume ao longo do tear, por entre os quais se passa a trama, assume um aspecto muito semelhante ao de uma teia de aranha. Usar o termo teia nesta fase do processo têxtil é errado porque nada tem a ver com a sua causa, mas sim com o seu efeito, sobretudo tendo em conta que a urdidura é feita sempre por uma urdideira enquanto que a teia é feita por um tear.
Quanto ao tecimento, podem ser divididos em sub-classes:
- Tecidos simples  – tecidos formados por um conjunto de fios de urdume e um conjunto de fios de trama;
- Tecidos compostos – mais de um conjunto de fios de urdimento e um ou mais conjuntos de trama;

### Tecidos felpudos
São tecidos compostos, cuja superfície apresenta felpas salientes, inteiras ou cortadas;

### Leno ou giro-inglês
São tecidos em geral muito porosos e cujos fios de urdimento se entrelaçam com as tramas, e também com outros fios de urdimento.

### Tecidosjacquard
São tecidos simples ou compostos, que apresentam grandes desenhos obtidos pela diferença de ligamentos usados e/ou pelo uso de fios coloridos.

### Malha
É uma superfície têxtil, formada pela interpenetração de laçadas ou malhas que se apoiam lateral e verticalmente, provenientes de um ou mais fios. Dividem-se em:
- Por trama – são tecidos de malha obtidos a partir do entrelaçamento de um único fio, podendo resultar num tecido aberto ou circular
- Por urdume – são tecidos de malha obtidos a partir de um ou mais conjuntos de fios, colocados lado a lado, à semelhança dos fios de urdume da tecelagem plana

### Mistos
São tecidos de malha por urdume ou trama com inserção (lay-in) periódica de um fio de trama, objetivando dar melhor estabilidade dimensional ao tecido. É também conhecido como malha laid-in.

### Tramados
São produzidos em máquinas de malharia por urdume, chamadas tramadeiras, e são muito similares ao tecido plano, com a diferença que os fios de urdume são substituídos por colunas de malha. Com este tecido ganha-se em produção, pois a velocidade da tramadeira é muito superior ao do tear plano.

### Nonwovenounão tecido
São tecidos obtidos através do entrelaçamento de camadas de fibras que se prendem uma as outras por meios físicos e/ou químicos, formando uma manta contínua. Podem ser:
- Feltro - é o tecido resultante do entrelaçamento de fibras de lã ou similares, através da ação combinada de agentes mecânicos e produtos químicos;
- Folheado - é o tecido feito a partir de um véu de fibras têxteis, não feltrantes, mantidas juntas por meio de um adesivo ou por fusão de fibras termoplásticas. Apresenta três tipos: com as fibras orientadas, com as fibras cruzadas e com as fibras dispostas ao acaso.

### Tecidos especiais
São aqueles obtidos por processos dos quais resulta uma estrutura mista de tecido plano, malha e não-tecido, ou ainda, como resultante de soluções de polímeros de fibras aplicadas aos tecidos. Podem ser:
- Laminados - são estruturas obtidas pela colagem de dois tecidos diferentes ou pela simples aplicação de um impermeabilizante químico a um tecido qualquer.
- Malimo - estes tecidos levam o nome da máquina onde são produzidos. É uma estrutura obtida pela sobreposição, sem entrelaçamento, de camada de urdimento sobre a camada de trama e cuja amarração é obtida por uma cadeia de pontos de malha.

### Firmes
Não são estruturas têxteis, aproximando-se mais da textura do papel. São todavia, produzidos a partir de soluções de fibras têxteis, mais freqüentemente de náilon. Podem aparecer isolados ou laminados com outro tecido.